# Frankenstein (film, 2025)
Pour les articles homonymes, voir Frankenstein.
Pour plus de détails, voir Fiche technique et Distribution.
Frankenstein est un film américano-mexicain réalisé par Guillermo del Toro et dont la sortie est prévue en 2025. Il s'agit d'une adaptation du roman Frankenstein ou le Prométhée moderne de Mary Shelley publié en 1818.
Il sera présenté en compétition officielle à la Mostra de Venise 2025 et en présentation spéciale au festival international du film de Toronto 2025.

## Synopsis
Le docteur Pretorius se lance à la recherche du monstre de Frankenstein, déclaré mort depuis un incendie quarante ans plus tôt. Le scientifique tente ainsi de poursuivre les travaux de Victor Frankenstein

## Fiche technique
Sauf indication contraire, les informations mentionnées dans cette section peuvent être confirmées par la base de données cinématographiques IMDb,  présente dans la section « Liens externes ».
- Titre original : Frankenstein
- Titre de travail : Dr. Frankenstein
- Réalisation : Guillermo del Toro
- Scénario : Guillermo del Toro, d'après le roman Frankenstein ou le Prométhée moderne de Mary Shelley
- Musique : Alexandre Desplat
- Décors : Tamara Deverell
- Costumes : Kate Hawley
- Photographie : Dan Laustsen
- Montage : Evan Schiff
- Production : J. Miles Dale et Guillermo del Toro
- Société de production : Double Dare You
- Société de distribution : Netflix
- Budget : N/A
- Pays de production :  États-Unis,  Mexique
- Langue originale : anglais
- Format : couleur
- Genre : science-fiction, horreur, fantastique
- Durée : 149 minutes
- Dates de sortie[1] : Dates sujettes à modification
  - Italie : septembre 2025 (Mostra de Venise)
  - Canada : septembre 2025 (festival de Toronto)
  - Monde : novembre 2025 (sur Netflix)

## Distribution
- Oscar Isaac (VF : Benjamin Penamaria) : le docteur Victor Frankenstein
- Jacob Elordi : le monstre
- Mia Goth : Elizabeth
- Christoph Waltz : le docteur Pretorius
- Felix Kammerer : William
- Lars Mikkelsen : le capitaine Anderson
- Burn Gorman : Fritz
- Ralph Ineson : le professeur Krempe
- David Bradley : l'homme aveugle
- Christian Convery : Victor, jeune
- Charles Dance

## Production

### Genèse, développement et attribution des rôles
Adapter le roman Frankenstein ou le Prométhée moderne de Mary Shelley est un projet de longue date de Guillermo del Toro. En 2007, il révèle qu'il « tuerait pour réaliser » une version fidèle, dans le style des tragédies de John Milton et citant comme exemple le scénario de Frank Darabont du film Frankenstein (1994) de Kenneth Branagh. Il déclare à cette époque :

« Ce que j'essaie de faire, c'est de prendre le mythe et d'en faire quelque chose, mais en combinant des éléments de Frankenstein et de La Fiancée de Frankenstein sans en faire simplement un mythe classique du monstre. Les meilleurs moments dans mon esprit de Frankenstein, du roman , ne sont pas encore filmés [...] Le seul gars qui m'a jamais montré le vide, pas le tragique, pas la dimension miltonienne du monstre, mais le vide, c'est Christopher Lee dans les films de la Hammer, où il a vraiment l'air comme quelque chose d'obscènement vivant. Boris Karloff a bien cerné l'élément tragique mais il existe tellement de versions, y compris ce superbe scénario de Frank Darabont qui n'a finalement pas été vraiment filmé. »

— Guillermo del Toro, Empire (2007)

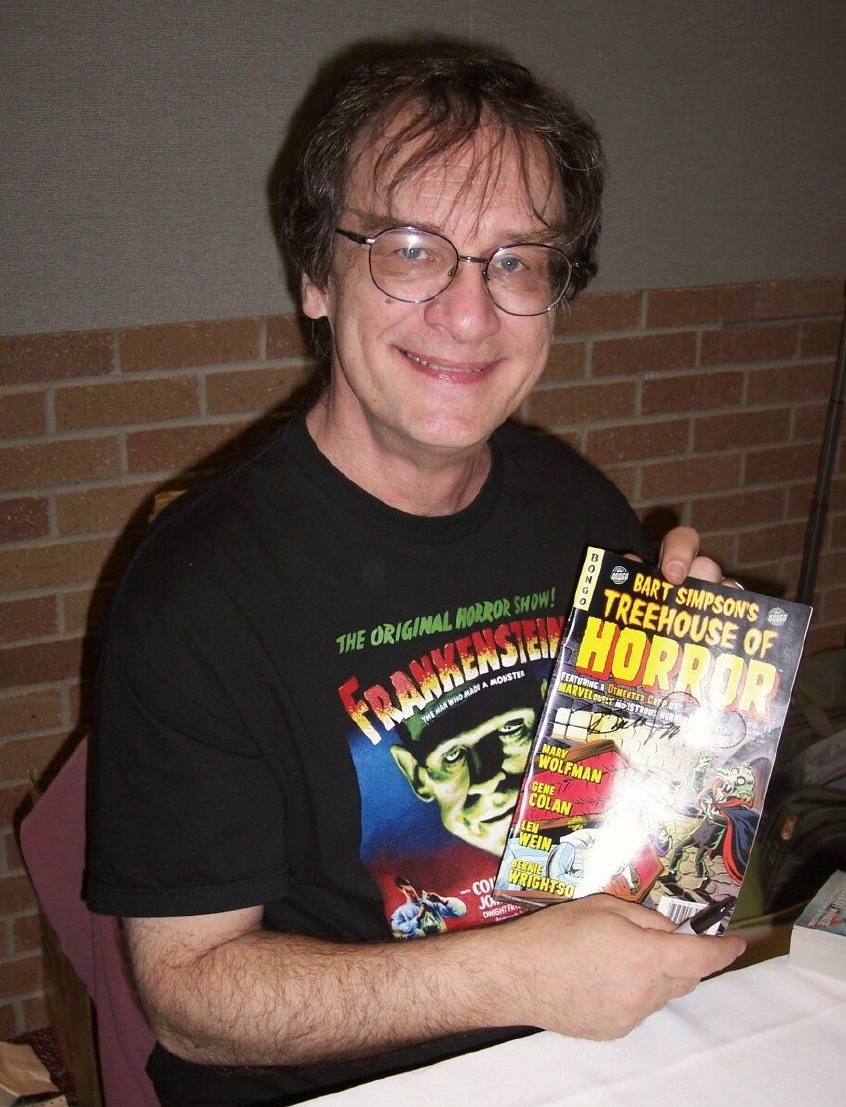
Guillermo del Toro cite le travail de Bernie Wrightson comme influence

En septembre 2008, le film se développe dans le cadre du contrat de trois ans du cinéaste avec Universal Pictures, avec d'autres projets comme Dr. Jekyll & M. Hyde, Slaughterhouse-Five et Drood. Le réalisateur-scénariste cite alors comme influence la version du roman de Mary Shelley illustrée par Bernie Wrightson. Il précise par ailleurs que son film ne sera pas une adaptation directe et fidèle du roman mais plutôt « une histoire d'aventure qui implique la créature »,. En juin 2009, Guillermo del Toro avance que la production de son Frankenstein ne débutera pas avant au moins quatre ans. Malgré ce délai, il annonce que l'un de ses acteurs fétiches, Doug Jones, incarnera le monstre de Frankenstein et qu'ils ont commencé à faire des tests de maquillage,. Cependant, Doug Jones annonce quelque temps plus tard que le projet est abandonné car Universal Pictures préfère se focaliser sur la franchise Dark Universe.
En 2013, Guillermo del Toro exprime son envie de relancer le projet et évoque Benedict Cumberbatch dans le rôle de la créature. En 2020, lors d'une interview pour promouvoir le film Affamés, Guillermo del Toro déclare que s'il avait le financement, il ferait une adaptation de Frankenstein qui s'étendrait sur deux à trois films en raison de la complexité du livre et des multiples points de vue. En 2023, le projet est relancé grâce au soutien de Netflix, qui signe un contrat de plusieurs films avec le réalisateur mexicain. Après la cérémonie des Oscars 2023, où son Pinocchio remporte l'Oscar du meilleur film d'animation, il est révélé que le cinéaste va écrire et réaliser son Frankenstein et qu'Andrew Garfield, Oscar Isaac et Mia Goth ont été approchés pour les rôles principaux. En septembre 2023, Guillermo del Toro révèle que le tournage débutera en février 2024 et que Christoph Waltz sera aussi de la partie.
En janvier 2024, Jacob Elordi remplace finalement Andrew Garfield dans le rôle de la créature, en raison d'un conflit d'emploi du temps causé par la grève SAG-AFTRA de 2023,. Jacob Elordi est un acteur qui a interprété de nombreux rôles notamment dans The Kissing Booth.

### Tournage
Le tournage démarre le 12 février 2024 à Toronto. Les prises de vues se déroulent dans l'Ontario (notamment les Cinespace Film Studios (en)), à Londres et en Écosse (Édimbourg, Glencoe et Glasgow). Elle s'achèvent en septembre 2024.